# Jézus Krisztus horoszkópja
Jézus Krisztus horoszkópja (wörtlich „Das Horoskop von Jesus Christus“) ist ein ungarischer Spielfilm von Miklós Jancsó, der 1989 erschienen ist. Mit den gewohnten Mitarbeitern – Gyula Hernádi fürs Drehbuch, János Kende an der Kamera, und dem Stammschauspieler György Cserhalmi – erzählt der Regisseur eine verrätselte ökologisch-apokalyptische Vision. Wie bei Jancsó üblich sind seine typischen Motive wie Pferde, nackte Frauen und brennende Kerzen in langen Einstellungen aufgenommen. Der Film war bei der nationalen Ungarischen Filmschau 1989 zu sehen und lief an den Internationalen Moskauer Filmfestspielen 1989 im Wettbewerb.

## Handlung
Der Dichter Josef K. beteiligt sich an oppositionellen Zusammenkünften, an denen man den Verrat am Kommunismus beklagt. Er findet Márta, eine seiner Geliebten, tot in der Küche auf. Sie wurde von Kata, einer anderen Geliebten Josefs, umgebracht, um ihn fälschlich des Mordes zu beschuldigen. Jemand erschießt Kata. Daraufhin begibt sich Josef mit seiner jüngsten Geliebten Juli zum Haus eines Freundes, wo sie von einer Truppe angegriffen werden. Josef wird getötet und Juli flüchtet. Seltsame Gestalten mit Schirmen versuchen, Julis Erinnerung an das Geschehen auszulöschen, doch sie kann mit Hilfe eines Polizisten den Schauplatz vergegenwärtigen. Das Haus bleibt aber unauffindbar, und gemäß Computer hat Josef K. nie existiert.

## Kritiken
Positif nannte Jancsó im Zusammenhang mit diesem Film einen „jungen Mann von 68 Jahren“, einen unruhigen Experimentierenden. Der International Film Guide 1990 erwähnte, dass einige Kritiker den Film dafür gelobt hatten, mit seiner forcierten Verwirrung ein Abbild des zeitgenössischen Ungarn zu bieten. „Objektiver urteilende Beobachter können es als typisches Spät-Jancsó-Durcheinander abschreiben, das einen Doktortitel in Geschichte erfordert, um es zu verstehen.“ Nur die darstellerische Präsenz von Dorottya Udvaros überzeuge, der Film als Ganzes enttäusche: „Jancsó testet die Geduld des Zuschauers bis an ihre Grenzen aus.“